# Fédération du Kazakhstan de football
Pour les articles homonymes, voir KFF et FFK.
La fédération du Kazakhstan de football (en kazakh : Қазақстанның Футбол Федерациясы, Qazaqstannyń Fýtbol Federatsııasy ou KFF ; en anglais, Football Federation of Kazakhstan ou FFK) est une association regroupant les clubs de football du Kazakhstan et organisant les compétitions nationales et les matchs internationaux de la sélection du Kazakhstan.
La fédération nationale du Kazakhstan est fondée une première fois en 1914, puis restaurée en 1992 lors de l'indépendance du pays. Elle est affiliée à la FIFA depuis 1994 et est membre de l'UEFA depuis le 25 avril 2002, après avoir d'abord été membre de la Confédération asiatique de football.